# Kreis Grevenbroich-Neuß
Der Kreis Grevenbroich-Neuß war von 1929 bis 1946 ein Landkreis im Regierungsbezirk Düsseldorf in der Rheinprovinz.

## Geschichte
Der Landkreis Grevenbroich-Neuß war ein am 1. August 1929 aus dem Kreis Grevenbroich, dem Landkreis Neuß und Teilen des Landkreises Gladbach gebildeter Landkreis. Als der preußische Landtag das Neugliederungsgesetz im Jahre 1929 beschlossen hatte, veränderte sich die Landkarte am Niederrhein erheblich. Eine der größten Veränderungen war dabei die Gründung des neuen Großkreises Grevenbroich-Neuß. Im Einzelnen bestand er zunächst aus folgenden Gemeinden:
Aus dem Kreis Grevenbroich wurden folgende Gemeinden eingebracht:
- Allrath heute zu Grevenbroich
- Barrenstein heute zu Grevenbroich
- Bedburdyck heute zu Jüchen
- Broich heute zu Dormagen
- Elfgen heute zu Grevenbroich
- Elsen heute zu Grevenbroich
- Frimmersdorf heute zu Grevenbroich
- Garzweiler heute zu Jüchen
- Grevenbroich
- Gustorf heute zu Grevenbroich
- Hemmerden heute zu Grevenbroich
- Hochneukirch heute zu Jüchen
- Hoeningen heute zu Rommerskirchen
- Jüchen
- Kapellen heute zu Grevenbroich
- Kelzenberg heute zu Jüchen
- Laach heute zu Grevenbroich
- Neuenhausen heute zu Grevenbroich
- Neukirchen heute zu Grevenbroich
- Neurath heute zu Grevenbroich
- Oekoven heute zu Rommerskirchen
- Wanlo heute zu Mönchengladbach
- Wevelinghoven heute zu Grevenbroich
- Wickrath heute zu Mönchengladbach

Aus dem ehemaligen Landkreis Gladbach kamen folgenden Gemeinden:
- Kleinenbroich heute zu Korschenbroich
- Korschenbroich heute zu Korschenbroich
- Liedberg heute zu Korschenbroich
- Pesch heute zu Korschenbroich

und aus dem ehemaligen Landkreis Neuß die Gemeinden:
- Büderich heute zu Meerbusch
- Dormagen
- Frixheim-Anstel heute zu Rommerskirchen
- Glehn heute zu Korschenbroich
- Gohr heute zu Dormagen
- Grefrath heute zu Neuss
- Hackenbroich heute zu Dormagen
- Hoisten heute zu Neuss
- Nettesheim-Butzheim heute zu Rommerskirchen
- Nievenheim heute zu Dormagen
- Norf heute zu Neuss
- Rommerskirchen
- Rosellen heute zu Neuss
- Straberg heute zu Dormagen
- Zons heute zu Dormagen

und nur teilweise die Gemeinden
- Büttgen heute zu Kaarst
- Holzheim heute zu Neuss
- Kaarst

Als einer der ersten Maßnahmen wurde noch am 4. November 1929 die Zusammenlegung der drei Kreissparkassen Grevenbroich, Neuß und Gladbach zur neuen Kreissparkasse Grevenbroich-Neuß beschlossen. 1933 übernahmen die Nationalsozialisten die Macht im Kreise. Im Frühjahr 1945 besetzten amerikanischen Truppen das Kreisgebiet und der neue erste Mann im Kreise, der USA-Captain Brooks, ernannte Ende Februar 1945 Peter Gilles zum vorläufigen Landrat. Ihm zur Seite stand ein Vertrauensausschuss, der aus 6 Personen bestand und der zu seiner ersten Sitzung am 2. August 1945 zusammentrat. Am 26. Februar 1946 kam der ernannte Kreistag zu seiner ersten Sitzung zusammen. Er bestand aus 15 Mitgliedern.
1946 wurde der Kreis Grevenbroich-Neuß in Kreis Grevenbroich umbenannt.

### Einwohnerentwicklung
- 1929 097.454 Einwohner
- 1933 104.580 Einwohner
- 1939 112.340 Einwohner
- 1945 111.030 Einwohner

### Fläche
508 Quadratkilometer.

## Die Landräte
- 1929–1932: Hans von Chamier-Glisczinski
- 1932–1933: Josef Fischenich (vertretungsweise)
- 1933–1945: Max Wallraf
- 1945:–0000 Otto Gilka
- 1945–1949: Peter Gilles